# Iseropus pilosus
Iseropus pilosus là một loài tò vò trong họ Ichneumonidae.